# Terbium(III)-sulfat
Terbium(III)-sulfat (Tb2(SO4)3) ist ein Salz des Seltenerd-Metalls Terbium mit Schwefelsäure. Es bildet als Octahydrat  farblose Kristalle, die unter Anregung mit kurzwelliger UV-Strahlung gelbgrün fluoreszieren.

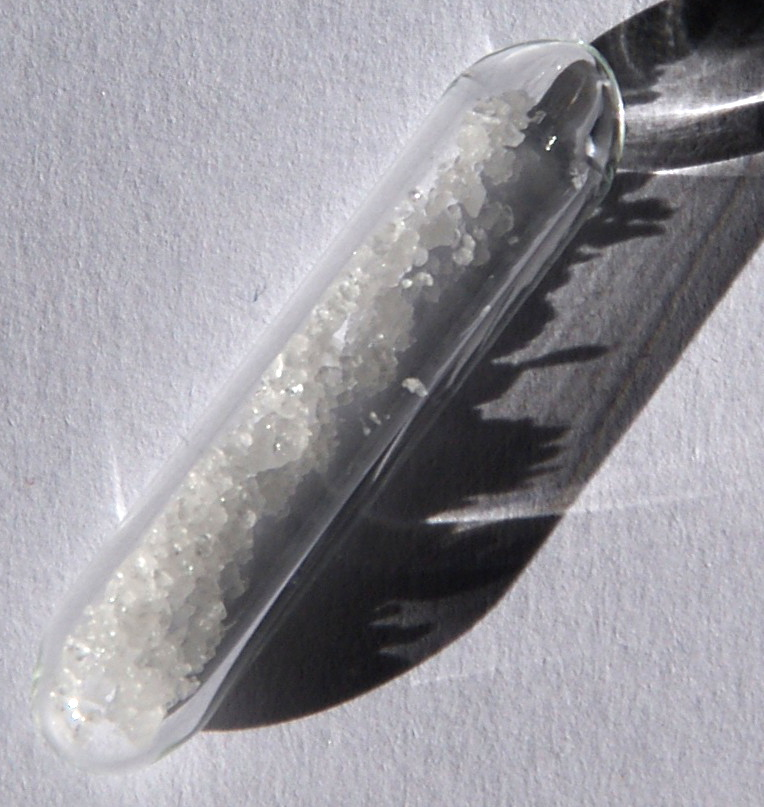
Terbium(III)-sulfat-Octyhydrat
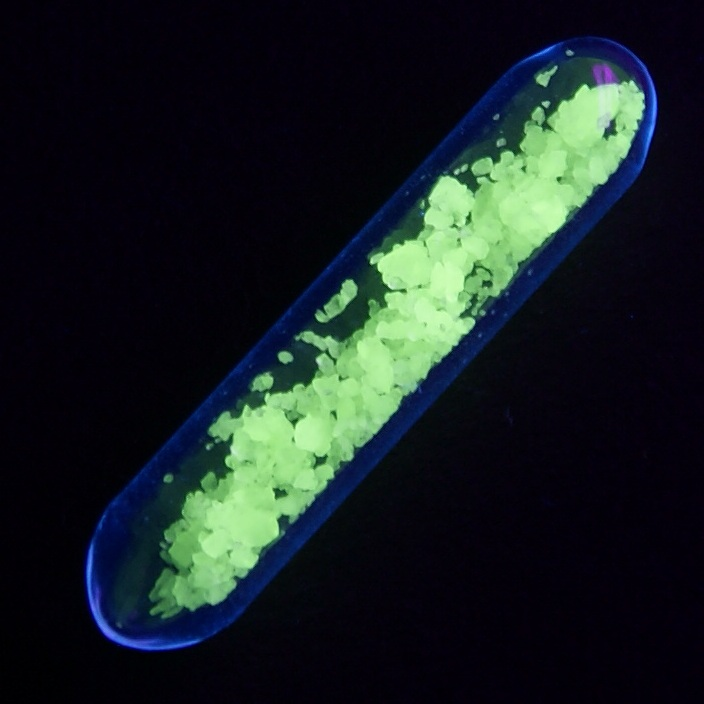
Terbium(III)-sulfat-Octyhydrat (Fluoreszenz unter UV-Licht)